# Kamerconcert nr. 11 voor trompet en orkest
Kamerconcert nr. 11 voor trompet en orkest is een compositie van Vagn Holmboe.
Naast een hele reeks symfonieën en strijkkwartetten schreef Holmboe ook een reeks concerto's. Een groot deel daarvan kreeg een volgnummer mee, maar bijvoorbeeld zijn Tubaconcert niet.
Holmboe schreef dit trompetconcert in drie delen:
1. Largo – Allegro con forza – Largo
2. Poco lento
3. Allegretto, ma vivace

De meningen tussen Knud Ketting uit het boekwerkje bij de BIS Records (grimmig) en die van de recensent op Music-web (niet weelderig, maar ook niet strikt) staan tegenover elkaar. Music-web maakte wel een uitzondering voor het derde deel dat een vergelijking met het in hun ogen betere maar in het algemeen net zo onbekend Trompetconcert van Malcolm Arnold makkelijk kon weerstaan.
De première op 8 april 1948 werd verzorgd door John Søderberg, begeleid door het dan net opgerichte Deense Collegium Musicum onder leiding van Lavard Friisholm, dat al meerdere premières van Holmboe’s werken had gegeven. 
Bis Records wist voor haar opnamen de beroemde trompettist Håkan Hardenberger te strikken.
Alhoewel aangeduid als concert voor trompet en orkest is dat orkest flink uitgedund:
- solo trompet
- 2 hoorns
- violen, altviolen, celli, contrabassen

Er zijn van dit werk (in tegenstelling tot veel andere werken) meerdere opnamen verkrijgbaar in 2020:
- Bis Records: Håkan Hardenberger en het Aalborg Symfoniorkester onder leiding van Owain Arwel Hughes, opname juni 1996; .
- Dacapo: Ole Edvard Antonsen en het Sinfonietta van de Deense Omroep onder leiding van Hannu Koivula, opname 1997
- Cryston: Jouko Harjanne en het Symfonieorkest van Kuopio onder leiding van Yuri Nitta, opname onbekend

Concerto’sAltvioolconcert · Celloconcert · Concert voor blokfluit, strijkinstrumenten, celesta en vibrafoon · Concert voor orkest · Fluitconcert nr. 1 · Fluitconcert nr. 2 · Tubaconcert · Vioolconcert nr. 1 · Vioolconcert nr. 2
Kamerconcerto’sKamerconcert nr. 1 voor piano, strijkinstrumenten en pauken · Kamerconcert nr. 2 voor fluit, viool, strijkinstrumenten en percussie · Kamerconcert nr. 3 voor klarinet en kamerorkest · Kamerconcert nr. 4 voor pianotrio en kamerorkest · Kamerconcert nr. 5 voor altviool en kamerorkest · Kamerconcert nr. 6 voor viool en kamerorkest · Kamerconcert nr. 7 voor hobo en kamerorkest · Kamerconcert nr. 8 voor orkest · Kamerconcert nr. 9 voor viool, altviool en kamerorkest · Kamerconcert nr. 10 · Kamerconcert nr. 11 voor trompet en orkest · Kamerconcert nr. 12 voor trombone en orkest · Kamerconcert nr. 13 voor hobo, altviool en kamerorkest